# هیروموتو توبیساوا
هیروموتو توبیساوا (به ژاپنی:飛澤宏元) متولد دسامبر ۱٩۵۴ میلادی در هوکایدو واقع در ژاپن ، آهنگساز و تنظیم کننده ژاپنی می باشد.
وی برای بسیاری از آثار معروف انیمیشن ژاپنی از جمله فوتبالیستها و افسانه زورو موسیقی ساخته است.